# Tarucus
Tarucus är ett släkte av fjärilar. Tarucus ingår i familjen juvelvingar.

## Bildgalleri

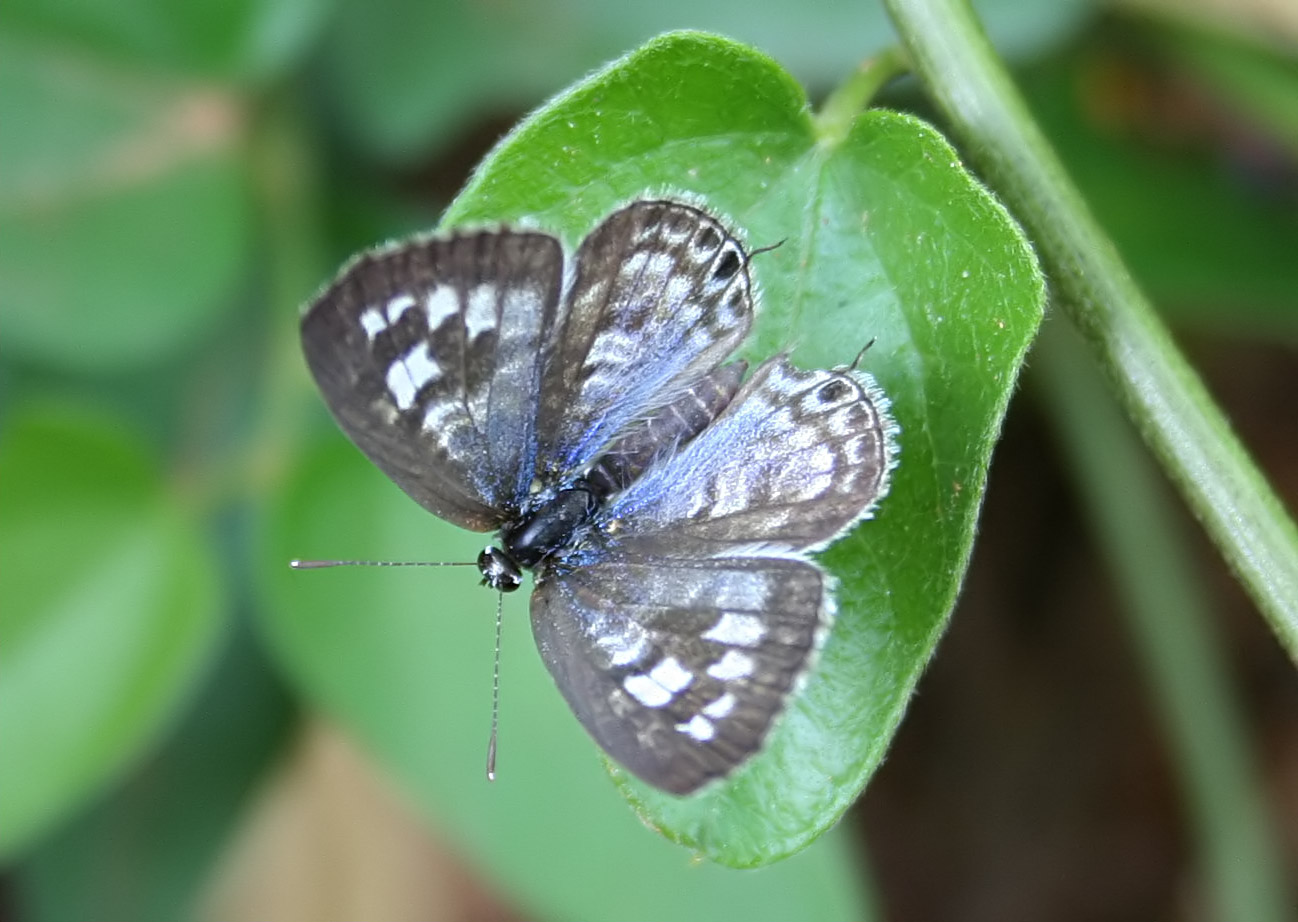
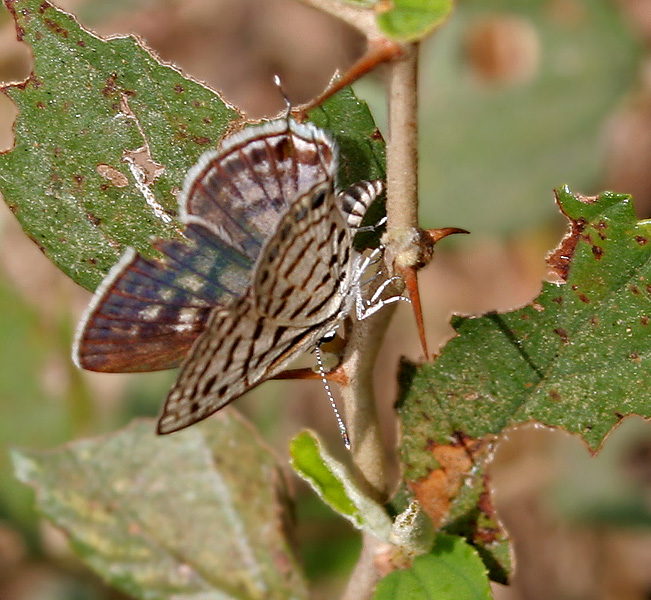

## Dottertaxa tillTarucus, i alfabetisk ordning[1]
- Tarucus alteratus
- Tarucus areshana
- Tarucus balkanica
- Tarucus bengalensis
- Tarucus bowkeri
- Tarucus callinara
- Tarucus cassioides
- Tarucus celis
- Tarucus clathratus
- Tarucus clorinda
- Tarucus dharta
- Tarucus extricatus
- Tarucus fluvialis
- Tarucus frivaldszkyi
- Tarucus grammicus
- Tarucus hazara
- Tarucus indica
- Tarucus juvenal
- Tarucus kiki
- Tarucus kulala
- Tarucus legrasi
- Tarucus leopardus
- Tarucus linearis
- Tarucus louisae
- Tarucus mediterranea
- Tarucus micaerulescens
- Tarucus nara
- Tarucus nigra
- Tarucus pitho
- Tarucus plinius
- Tarucus plutarchus
- Tarucus psittacus
- Tarucus quadratus
- Tarucus radiata
- Tarucus rosacea
- Tarucus sybaris
- Tarucus theophrastus
- Tarucus thespis
- Tarucus transvaalensis
- Tarucus ubaldus
- Tarucus ungemachi
- Tarucus waterstradti
- Tarucus venosus
- Tarucus vreuricki
- Tarucus zingis